# Caddy Adzuba
Caddy Adzuba (Bukavu, 5 de abril de 1981) es una abogada, periodista, locutora y activista por los derechos de la mujer, la infancia y la libertad de prensa en el Congo. Desde su labor como periodista destaca su compromiso en la defensa de los derechos humanos y la construcción de la paz en uno de los conflictos más atroces del mundo. Caddy Adzuba ha denunciado la violencia que se ejerce contra las mujeres y la utilización de las niñas y niños como soldados. También ha defendido la libertad de expresión.

## Biografía
Caddy Adzuba, la mayor de ocho hermanos, creció en un barrio acomodado de Bukavu, República Democrática del Congo, donde pasó su infancia. En 1994, cuando tenía 13 años, empezaron a llegar al país refugiados huyendo de la masacre de Ruanda. Dos años más tarde, en 1996, ella era la refugiada. Caddy y su familia huyeron al estallar la guerra, ella se perdió y continúo sola la marcha. Por el camino vio a mujeres parir en la calle, niños enfermos... Cuando lograron unirse de nuevo su casa había sido saqueada por los militares, así que les tocó empezar de cero. Al poco tiempo la guerra estalló de nuevo, pero esta vez decidieron quedarse. Las muertes continuadas le hicieron tomar partido en la lucha por los derechos humanos.
Estudió abogacía en la Universidad Oficial de Bukavu. Es miembro fundadora de la red Un Altavoz para el Silencio, proyecto de la Fundación Euroárabe, y miembro de la Asociación de Mujeres de Medios de Comunicación del Este de Congo, desde la cual se ha denunciado ante la Corte Penal Internacional y el Senado de los Estados Unidos la violencia sexual que sufren las mujeres en un país que vive en guerra desde 1996 y en el que se cifra una media de cuarenta violaciones diarias a mujeres desde el inicio del conflicto. Ejerce el periodismo en Radio Okapi, emisora de la Misión de Naciones Unidas en la República Democrática del Congo -MONUC-, que emite desde 2002 en todo el país.  A través del periodismo ha denunciado las torturas y violaciones de las que son víctimas las mujeres y las niñas congoleñas y promueve su reinserción en una sociedad en la que son, por este hecho, repudiadas. También trabaja para la ONG Search For Common Ground.
Está amenazada de muerte desde que denunció la violencia sexual que sufren las mujeres de su país, en guerra desde 1996. Ha estado a punto de morir asesinada en dos ocasiones, y tiene protección de Naciones Unidas. 
Caddy Adzuba ha participado en el cortometraje de la española Bárbara Allende Gil de Biedma, Ouka Leele, y de la productora Isabel Bettina, Pour quoi? (2012), donde narra la historia real de una mujer violada y obligada a comerse a sus hijos durante su cautiverio como esclava sexual con el objetivo de denunciar el feminicidio del Congo.

## Premios y reconocimientos
En 2009 recibió el Premio Internacional de Periodismo Julio Anguita Parrado por su labor arriesgada y comprometida con los valores de la paz y la defensa de los derechos humanos en la zona más peligrosa de la República Democrática del Congo.
En 2010 la Universidad de Málaga le otorgó el Premio Internacional Libertad de Prensa y, en 2012, recibió el Premio Mujer del Año del Consejo Regional del Valle de Aosta (Italia).
En 2014 fue galardonada con el Premio Príncipe de Asturias de la Concordia, reconociendo así su lucha por la libertad de prensa, la reconstrucción de la paz y los derechos humanos, especialmente los de la infancia y las mujeres en zonas de conflicto.
En 2015 recibió el premio Optimista Comprometida con la Libertad de Prensa que otorga la revista Anoche Tuve un Sueño.